# ヘレン・ダンカン

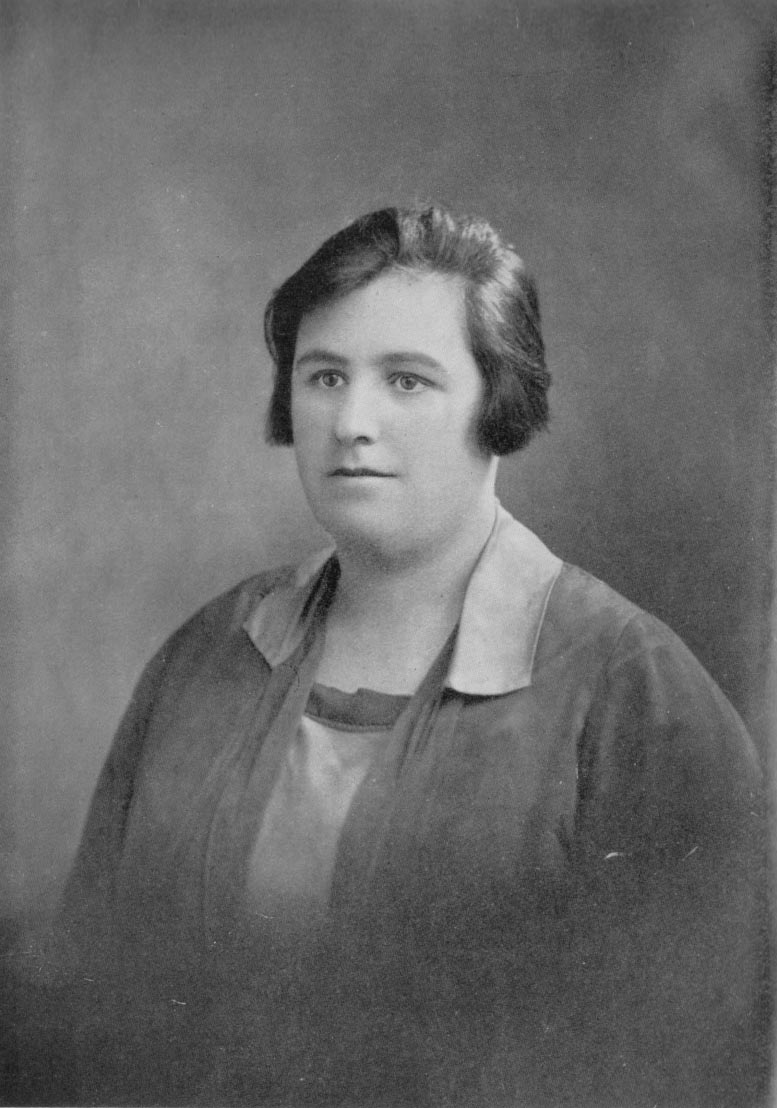
ヘレン・ダンカン

ヴィクトリア・ヘレン・ダンカン（Victoria Helen Duncan, 1897年11月25日 - 1956年12月6日）は、スコットランドの霊媒である。1930年代から1940年代にかけて霊媒として人気になり、スピリチュアリストの間で支持を得ていた。

## 略歴

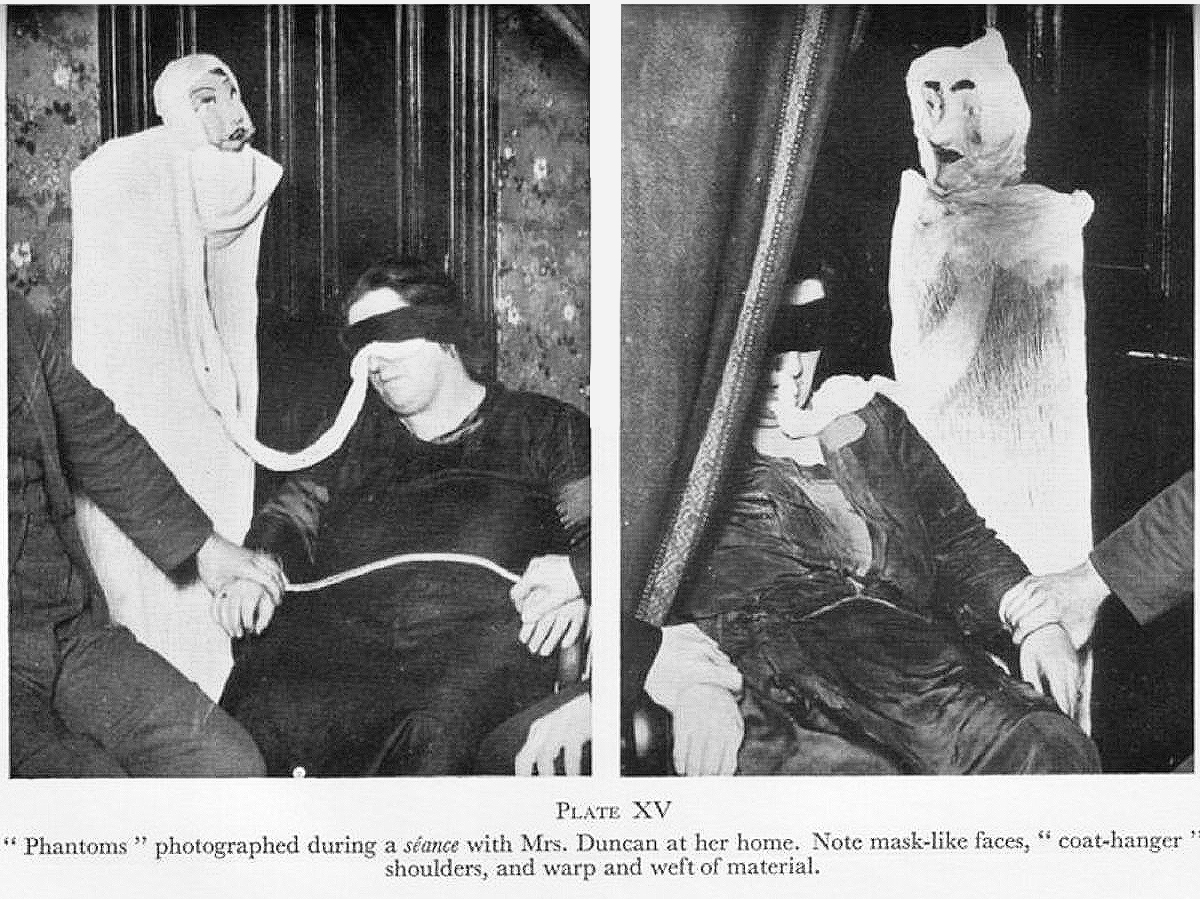
ヘレン・ダンカンと人形の「エクトプラズム」。

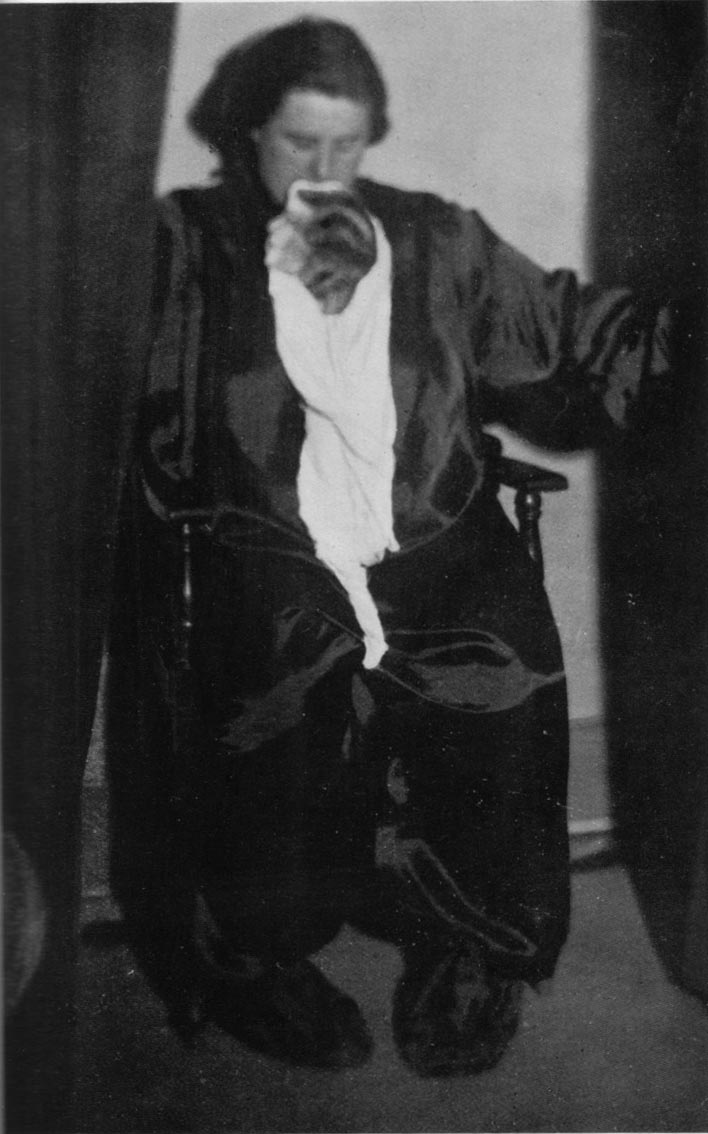
チーズ製造に使う寒冷紗という布と雑誌の切り抜きで作った「エクトプラズム」を持つダンカン

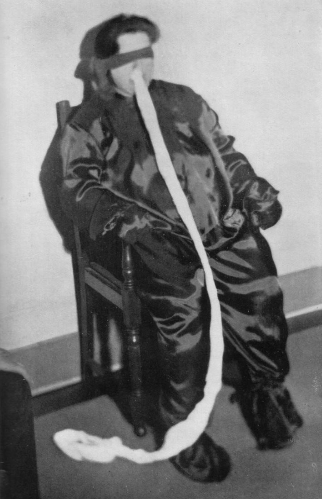
口に寒冷紗を挟んだダンカン

貧しい家具職人の家に生まれ、幼い頃から霊能力があったとされる。20歳で結婚。夫ヘンリーは父と同じく家具職人だったが、第一次世界大戦で負傷し後遺症が残った。家計は苦しく、ダンカンは12人の子供を産んだが、無事に成人したのは6人だけである。昼間は工場で働き、夜に家事と霊媒をこなした。物質化現象で有名で、アルバート・スチュアートという霊や、ペギーという子供の霊を物質化したとしている。1930年代から1940年代に、ダンカンは霊媒として人気を得た。
1933年1月5日、エディンバラで囮捜査を受けて逮捕された。
1939年に第二次世界大戦が始まってから、ダンカンは軍港がある英国南部のポーツマスに住んでいた。1941年、ダンカンはある軍艦の沈没を交霊会のゲストに告げたという。その後1943年、交霊会に水夫の霊が現れ、戦艦バーラム号が沈んだところだと告げたという。戦時下であり、政府の公式発表はその3ヶ月後だったという。
1944年1月19日、ポーツマスで開かれていた交霊会でダンカンと3人の出席者は逮捕され、下位裁判所で放浪罪に問われた。罪を認めて5シリング払えば釈放であったが、これを拒否してロンドンのホロウェー刑務所に送られ、裁判を受けた。今度は放浪罪ではなく窃盗罪（交霊会参加者を「騙して」参加費を得た）と、1735年施行の、既に全く適用されていなかった「魔法行為禁止法」違反で告訴された。
スピリチュアリストたちは急いで資金をつのり、証人と証言を集め、新聞でキャンペーンを張った。裁判では41人の証人がダンカンの霊媒能力について証言した。最終的に1735年の「魔法行為禁止法」違反で有罪、窃盗罪については無罪という判決が言い渡され、保釈金も認められなかった。なお弁護側は上院と最高裁判所に訴えたが、これも棄却された。
ロンドンのホロウェー刑務所に戻され、9ヶ月間投獄された。1944年9月22日、交霊会に出席しないと宣誓した後に釈放された。しかし、間もなく霊媒としての活動を再開した。
1956年11月、ノッティンガムで開かれた交霊会に警官が押し入った。一部のスピリチュアリストは、警官が交霊会を妨げたことで、ダンカンが重篤なダメージを受けたと書いた。ダンカンは長年肥満による健康不良があり、警官が押し入った1か月後に死亡した。

## 関連文献
- 訳者あとがき「悲劇の霊媒ヘレン・ダンカン」 『シルバーバーチの霊訓(7)』 近藤千雄訳、潮文社